# デイヴ・リーブマン
デイヴ・リーブマン（Dave Liebman、1946年9月4日 - ）は、アメリカ合衆国のサックス奏者、フルート奏者。2010年6月に、リーブマンは、アメリカ合衆国の全国芸術基金から、NEA Jazz Masters 生涯業績賞（lifetime achievement award）を与えられている。

## 経歴

### 幼少期と経歴
1946年、ニューヨーク、ブルックリンのユダヤ系の家庭に生まれる。9歳の時にクラシック・ピアノの稽古を始め、12歳の時にサクソフォーンの稽古を始める。リーブマンのジャズに対する興味は、ジョン・コルトレーンのライブ演奏をニューヨーク市のクラブ、例えばバードランド、ヴィレッジ・ヴァンガード、ハーフ・ノートなどで見たことで強くかき立てられた。高校、大学を通してずっと、ジョー・アラード、レニー・トリスターノ、チャールス・ロイドらと一緒に学ぶことで、リーブマンは、ジャズを追究してきた。ニューヨーク大学を卒業してすぐに（アメリカ史の学士号を取得）、リーブマンは本格的に、ジャズ・ミュージシャンとして休む暇も無くジャズを追い求め始めた。
1970年代初め、ゲンヤ・レイヴァン・アンド・テン・ホイール・ドライヴとのレコーディングの後、リーブマンは中心的な役割を果たして（議長として）、数十人のミュージシャンを、協同組合である「フリー・ライフ・コミュニケーション」のメンバーとしてまとめ、その結果、この協同組合は、1970年代初期の新しいものを生み出す力を豊かに備えたニューヨークのロフト・ジャズ・シーンにとって必要不可欠な存在となったのである。フリー・ライフ・コミュニケーションは、ニューヨーク州立「革新と発展のための芸術と空間評議会」によって資金援助されていた。テン・ホイール・ドライヴはフュージョンの黎明期に活動したグループだが、リーブマンはこのグループと共に一年を過ごした後、ジョン・コルトレーン・グループのドラマーであるエルヴィン・ジョーンズのグループでサックスとフルートのポジションを獲得した。そして2年しないうちに、リーブマンの修業時代の頂点となる時期を迎える。マイルス・デイヴィスに雇われることになったのである。デイヴィスのグループには1970年から1974年まで在籍していたが、この期間はツアーと録音に明け暮れる日々だった。リーブマンは並行して自分の音楽の探求にとりかかり、最初にボブ・モーゼスとオープン・スカイ・トリオを結成し、次にピアニストのリッチー・バイラークとともにルックアウト・ファームを結成する。このグループは、ドイツを本拠地とするECMレコードとA&Mレコードに録音を残し、一方でアメリカ国内、カナダ、インド、日本、そしてヨーロッパをツアーして回っている。ルックアウト・ファームは、1976年の『ダウンビート』誌の「国際批評家投票」での、「より幅広い評価に値するグループ」の部門で、第1位を獲得している。
1977年には、リーブマンはピアニストのチック・コリアと一緒に世界ツアーを行い、その翌年にはジョン・スコフィールド、ケニー・カークランド、日野皓正らをメンバーとするデイヴ・リーブマン・クインテットを結成する。このクインテットでは、3年以上にわたって数度の世界ツアーと何度かの録音を行っている。その後、リーブマンは再びバイラークとデュオを再結成する。ふたりは、このデュオでコンサート出演と録音を行い、また1981年にはグループ、クエストを結成する。当初はベースにジョージ・ムラーツ、ドラムにアル・フォスターが参加していたが、1984年にロン・マクルーアとビリー・ハートに代えて、グループとしての音はより強固なものになった。1991年の一年間で、クエストは7枚のCDを録音し、大規模なツアーを行い、学生達も参加する形での研究会（ワークショップ）を世界規模で数多く開催した。

### 1990年代から現在に至るまで
23年間、（ギタリストのヴィック・ジュリスを前面に出した）デイヴ・リーブマン・グループで活動した後、リーブマンは、「エクスパンションズ」を結成し、ベーシストのトニー・マリアーノ、ピアニストのボビー・アヴェイ、マット・ヴァシュリシャンをリードに、そしてアレックス・リッツをドラムに配している。これまで、リーブマンはたびたびヨーロッパの最高クラスのジャズ・ミュージシャンと共演してきた。ヨアヒム・キューン、ダニエル・ユメール、パオロ・フレス、ジョン・クリステンセン、ボボ・ステンソンなどである。ワールド・ヴュー・トリオではオーストリア人ドラマーのウォルフガング・レイゼンガーとフランス人ベーシストのジャン・ポール・セレアと共演している。リーブマンは様々なスタイルで演奏する能力を持っており、その結果、ブリュッセル・ジャズ・オーケストラとのラジオ番組でのビッグ・バンド・スタイルでの共演、ドイツでの西ドイツ放送、北ドイツ放送への出演、オランダでのメトロポール・オーケストラとの共演、現代音楽集団であるクラングフォラム・ウィーンとの共演につながった。そして中でも特に、ピエール・ブーレーズによって創立されたフランスの世界的に有名なアンサンブル・アンテルコンタンポランと共演したのだが、同オーケストラと即興演奏によって共演したのはリーブマンが世界初であった。こうした共演ではすべて、リーブマンの作曲した曲と即興演奏を編曲したものが演奏に使用された。リーブマンは、1973年以降、ソプラノ・サックスの部門と、時にはフルートの部門において、『ダウンビート』誌の批評家投票と読者投票で、絶えず最後の決勝争いに勝ち残ってきた。リーブマンは数百曲の録音に参加しているが、そのうち百曲を越える曲ではリーダーもしくは共同リーダーを務めている。自分の曲は300曲近くを録音している。リーブマンの芸術的創造活動は正統な古典的ジャズから室内楽に至るまで、フュージョンから前衛音楽に至るまで幅広いものとなっている。多数のCDで、セロニアス・モンク、マイルス・デイヴィス、ジョン・コルトレーン、クルト・ヴァイル、アレック・ワイルダー、コール・ポーター、ジョビン、プッチーニ、ビートルズといった人達の音楽に独自な編曲を施した作品を聞くことができる。
リーブマンは、教育用DVDを始めとする様々な種類の題材の教材を出版してきた。また、室内楽の楽譜も出版しているほか、『Saxophone Journal』『International Association of Jazz Educators Journal』をはじめとするさまざまな定期刊行物に寄稿することで何年にもわたって貢献してきた。何冊かの画期的な書籍 : 『Self Portrait of a Jazz Artist』『Jazz Connections: Miles Davis and David Liebman』『A Chromatic Approach to Jazz Harmony and Melody』『Developing a Personal Saxophone Sound』の著者でもある。こうした著作の何点かは、英語以外の言葉に既に翻訳されている。
大学や短期特別講座での教育活動のため、リーブマンは世界中を飛び回ってきた。彼自身がいくつもの方向にその音楽的才能を発展させていること、また、いくつかの楽器の専門的技術に優れていたからである。もちろん、ジャズの語法や美学、技術といったものが持っている複雑さを明確に説明することができるリーブマンの能力があるからこそなのだが。
何年にもわたってリーブマンは、アメリカNEAやカナダ芸術協会、ヨーロッパのいろいろな国の芸術協会からの定期的な奨学金の支給を受けてきた。1989年に、リーブマンは「国際ジャズ学校連盟」を設立した。この組織は、国際的なジャズの教育機関にたずさわっている教師達と学生達、こうした人達の交流を、定期的な会合、交換プログラム、会報などを通じて促進することを目的としている。リーブマンは現在、この国際ジャズ学校連盟の芸術監督を務めている。リーブマンは、1990年代初期に、オランダのジャズ・イー・エックス・バレエ・カンパニーのために曲を作っている。また2006年のカトリーナと津波の犠牲者のためには「Ocean of Light」という曲を作っている。
現在、マンハッタン音楽学校の常駐アーティストとして活動している。2014年から2015年にかけては、トロント大学の出張アーティストとしても活動する予定である。
リーブマンと音楽学者のルイス・ポーターは、チームを作り、『What It Is: The Life of a Jazz Artist』というリーブマンの伝記を完成させた。2012年3月に発売されたが、この本はジャズ評論家達から高い評価を得た。

## 受賞歴
- 2013年 Jazz Educators Network (JEN) Legends of Jazz
- 2011年 NEAジャズ・マスターズ
- 2011年 First place Soprano Sax category Jazz Times and Downbeat Critics's Poll
- 2011年 DL Group - Best Live Performance All About Jazz and NY Jazz
- 2010年 Jazz Man of the Year - All About Jazz, New York City
- 2010年 Best Record of The Year-German Jazz Critics for “Turnaround"- Liebman Group Plays the Music of Ornette Coleman
- 2009年 Order of Arts and Letters from the French Government
- 2007年 Jazz Journalist’s Award for Best Soprano Sax
- 2005年 Pennsylvania Council of the Arts Grant to individual artists
- 2004年 グラミー賞 候補 for performance of Jim McNeely's arrangement of "Sing, Sing, Sing" - from Beyond The Line-Dave Liebman Big Band (Omnitone)
- 2001年 Fred Waring Award from Celebration of the Arts, which organizes a yearly festival in the Pocono Mountains of Pennsylvania where Liebman resides for outstanding contributions to the arts and community
- 2000年 Inducted into the Hall of Fame of the International Association of Jazz Educators for contributions to jazz pedagogy
- 1998年 グラミー賞 候補 in the category of Best Jazz Solo for the recording of "My Favorite Things" from Thank You, John (Arkadia Records)
- 1997年 Honorary Doctorate of Music from the Sibelius Academy in Helsinki, Finland; the first ever given to a jazz artist
- 1991年 全米芸術基金（NEA）grant for performance
- 1988年 Record of the Year from the French Jazz Academy for Homage to Coltrane(Owl Records)
- 1981年 全米芸術基金（NEA）grant for composition

## ディスコグラフィ

### リーダー・アルバム
| 年   | アルバム                                             | Personnel | Label                                                            |
| ---- | ---------------------------------------------------- | --- | ---------------------------------------------------------------- |
| 1973 | 『ファースト・ビジット』 - First Visit               | リッチー・バイラーク、デイヴ・ホランド、ジャック・ディジョネット | Phillips (Japan) LP reissued by West 54 CD reissued by West Wind |
| 1973 | 『ルックアウト・ファーム』 - Lookout Farm            | フランク・タサ、ドン・アライアス、ジェフ・ウィリアムズ、ジョン・アバークロンビー、リッチー・バイラーク、バダル・ロイ                                                | ECM                                                              |
| 1974 | 『ドラム・オード』 - Drum Ode                        | リッチー・バイラーク、ジョン・アバークロンビー、ボブ・モーゼス、バリー・アルトシュル、コリン・ウォルコット                                                          | ECM                                                              |
| 1975 | 『ナイト・スケイプス』 - Nightscapes                 | カーベル・シックス | CBS/Sony (Japan)                                                 |
| 1975 | 『スウィート・ハンズ』 - Sweet Hands                 | リッチー・バイラーク、ジョン・アバークロンビー、フランク・タサ、チャーリー・ヘイデン、ジェフ・ウィリアムズ、ドン・アライアス、バダル・ロイ、Gita Roy、Arooj Lazewal | Horizon                                                          |
| 1975 | 『遺忘夢幻』 - Forgotten Fantasies                   | リッチー・バイラーク | Horizon                                                          |
| 1976 | Light'n Up Please                                    | クリス・ヘイズ、ピー・ウィー・エリス、ジュマ・サントス、アル・フォスター、ジェフ・バーリン、トニー・サンダース                                                      | A&M/Horizon                                                      |
| 1978 | 『ペンデュラム』 - Pendulum                          | ランディ・ブレッカー、リッチー・バイラーク、フランク・タサ、アル・フォスター                                                                                        | Artists House                                                    |
| 1978 | 『オマータ』 - Omerta                                | リッチー・バイラーク | Trio (Japan)                                                     |
| 1979 | 『ジ・オパール・ハート』 - The Opal Heart            | Featuring マイク・ノック | 44                                                               |
| 1979 | 『ドゥーイン・イット・アゲイン』 - Doin' It Again    | 日野皓正、ジョン・スコフィールド、ロン・マクルーア、アダム・ナスバウム                                                                                              | Timeless                                                         |
| 1980 | 『イフ・ゼイ・オンリー・ニュー』 - If They Only Knew | 日野皓正、ジョン・スコフィールド、ロン・マクルーア、アダム・ナスバウム                                                                                              | Timeless                                                         |
| 1980 | 『ホワット・イット・イズ 』 - What It Is             | ドン・アライアス、スティーヴ・ガッド、マーカス・ミラー、ケニー・カークランド、ジョン・スコフィールド                                                                | Openskye, CBS/Sony、コロムビア                                   |
| 1982 | Solo - Memories, Dreams and Reflections              | （ソロ） | PM                                                               |
| 1989 | 『音』 - Chant                                       | リッチー・バイラーク | CMP (ドイツ)、ジムコ (日本)                                      |
| 1997 | 『ニュー・ヴィスタ』 - New Vista                     | ヴィック・ジュリス、フィル・マーコウィッツ、トニー・マリノ | Arkadia Jazz                                                     |
| 1998 | The Elements: Water - Giver Of Life                  | パット・メセニー、ビリー・ハート、セシル・マクビー | Arkadia Jazz                                                     |
| 2007 | Blues All Ways                                       | ヴィック・ジュリス、トニー・マリノ、マルコ・マルシンコ | OmniTone                                                         |
| 2009 | Liebman meets Intra                                  | エンリーコ・イントラ、Marco Vaggi、トニー・アルコ | Alfa Records                                                     |

### オープン・スカイ・トリオ
- 『オープン・スカイ』 - Open Sky (1973年、PM) ※1972年録音
- 『スピリット・イン・ザ・スカイ』 - Spirit in the Sky (1975年、PM)

### クエスト
- 『クエスト』 - Quest (1982年、Trio) ※1981年12月録音
- 『クエストII』 - Quest II (1986年、Storyville) ※コペンハーゲンにおけるライブ
- Midpoint: Quest III (1988年、Storyille)
- 『N.Y.ナイツ：スタンダーズ』 - N.Y. Nites: Standards (1988年、PAN Music/NEC Avenue) ※1988年3月録音
- 『ナチュラル・セレクション』 - Natural Selection (1988年、Pathfinder/NEC Avenue) ※1988年6月録音
- Of One Mind (1990年、CMP) ※1990年7月録音
- Redemption; Quest Live in Europe (2007年、Hatology) ※2005年11月2日、3日ライブ録音
- Re-Dial (Live In Hamburg) (2007年、Outnote) ※2005年11月6日、7日ライブ録音
- 『サーキュラー・ドリーミング：プレイズ・ザ・マイルス・デイヴィス60's』 - Circular Dreaming (2012年、enja) ※2011年2月録音

### アフロ・ブルー・バンド
- Impressions (1995年、Milestone) ※1994年録音

### 参加アルバム
ジョン・マクラフリン
- 『マイ・ゴールズ・ビヨンド』 -  My Goal's Beyond (1971年、Douglas)

マイルス・デイヴィス
- 『オン・ザ・コーナー』 - On the Corner (1972年、CBS)
- 『ゲット・アップ・ウィズ・イット』 -Get Up with It (1974年、CBS)
- 『ダーク・メイガス』 - Dark Magus (1977年、CBS)

日野皓正
- 『シティ・コネクション』 - City Connection (1979年、Flying Disk) ※1979年7月録音
- 『デイドリーム』 - Daydream (1980年、Flying Disk)